# Synecdoche nemoralis
Synecdoche nemoralis är en insektsart som först beskrevs av Van Duzee 1916.  Synecdoche nemoralis ingår i släktet Synecdoche och familjen vedstritar. Inga underarter finns listade i Catalogue of Life.